# Joan el Parricida

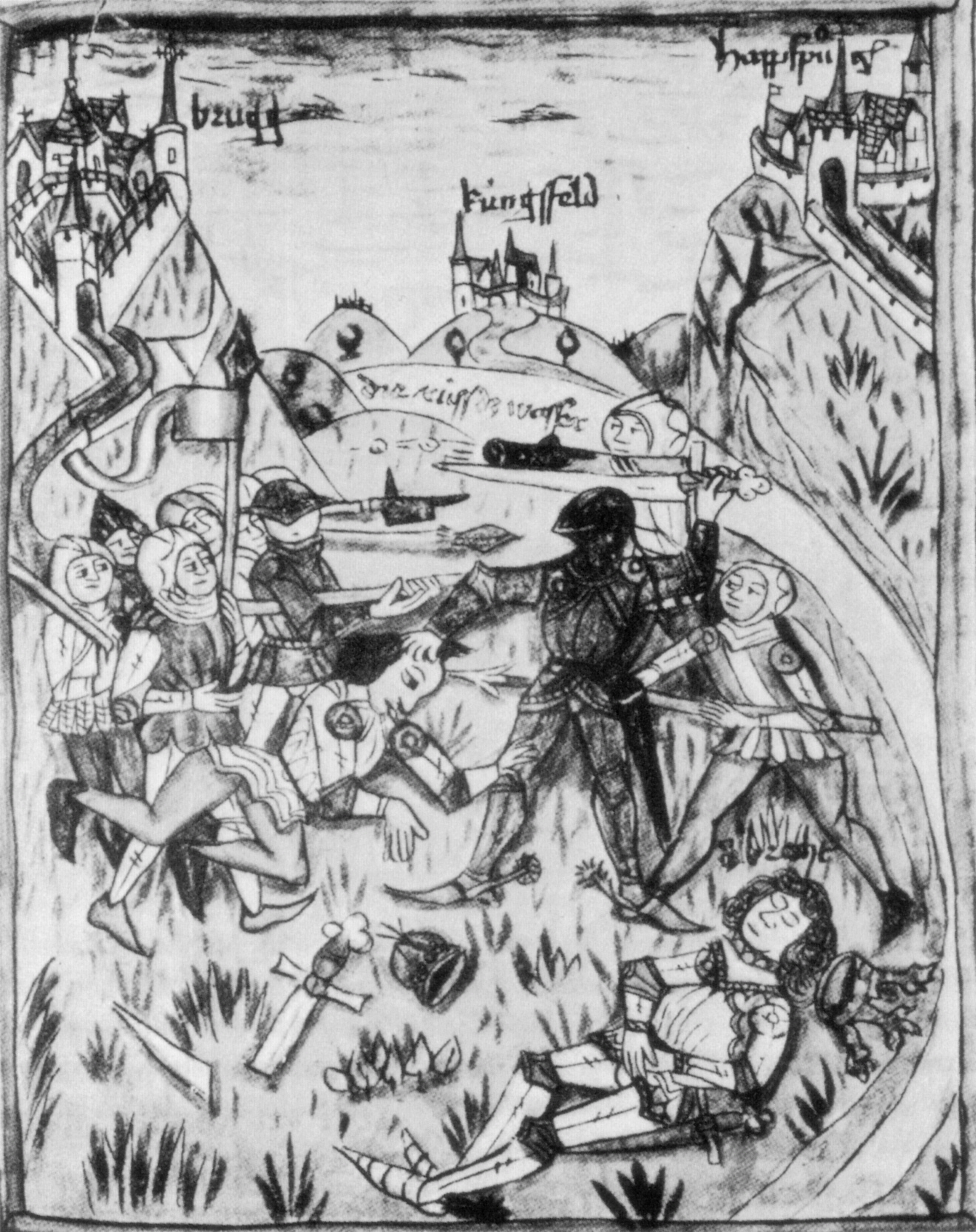
Assassinat d'Albert I

Joan el Parricida, també esmentat com Joan de Suàbia (nascut vers 1290, mort el 13 de desembre de 1312 o 1313, probablement a Pisa) fou un membre de la dinastia dels Habsburg fill de Rodolf II, que fou duc d'Àustria i d'Agnès, filla del rei Ottokar II de Bohèmia; era per tant net del rei Ottokar II i del rei Rodolf I d'Alemanya. Amb l'assassinat del seu oncle Albert I d'Alemanya va frustrar el primer intent de la dinastia Habsburg d'instal·lar una monarquia hereditària al Sacre Imperi.
Joan va néixer molt poc abans o molt poc després de la mort del seu pare i va passar la joventut a la cort de Bohèmia i a la vila de Brugg al ducat de Suàbia territori originari dels Habsburgs, on apareix esmentat com a duc titular en una notícia de 1294. Con el seu pare havia estat forçar a cedir els seus drets al govern dels ducats d'Àustria i Estíra a favor del seu germà gran Albert I d'Habsburg pel tractat de Rheinfelden de 1283, es va veure privat de la seva herència (el pare va rebre la promesa d'un feu important que quedés vacant, però l'única que va rebre fou el títol de duc de Suàbia que era honorífic, ja que els feus suabis no reconeixien una autoritat superior i gairebé el títol no incloïa terres). Quan va arribar a la majoria va demanar al seu oncle (duc i ara a més rei dels Romans que es va imposar a Adolf de Nassau el 1298) la part dels dominis familiars que li pertocava (segons el repartiment entre tots els germans tradicional). Però no fou atès i ni tan sols se li van reconèixer les possessions a l'Àustria Anterior que s'havien assignat al seu pare pel tractat de Rheinfelde. El 1306 Albert I d'Habsburg fins i tot va posar al seu fill Rodolf III (I de Bohèmia) al tron de Bohèmia, negant al seu nebot el dret d'herència. Joan fou anomenat "Duc Sense Terra" o "Duc Sense Ducat" (Hertzog Anlant). Joan va fer aliança amb diversos nobles de Suàbia i van preparar l'assassinat del rei.
L'1 de maig de 1308 Albert es va separar del seu seguici quan creuava el riu Reuss a Windisch de camí a casa, i fou atacat per Joan i els altres conspiradors (Walther von Eschenbach, Rudolf von Wert, Wernher von Wetter(au), Rudolf von Balm i Konrad von Tegerfelden) que esperaven amagats l'ocasió. Joan va anar cap al seu oncle i li va partir el cap sense cap paraula. Es va poder escapar en aquell moment i a la posterior venjança dels fills d'Albert però la seva sort és desconeguda. El mateix any els prínceps electors van escollir Enric VII de Luxemburg com a successor, i aquest va posar a Joan sota proscripció imperial. Joan hauria creuat els Alps i es creu que es va refugiar en un monestir a Pisa on el 1313 es diu que el va visitar Enric VII.
El personatge de Joan fou utilitzat per Friedrich Schiller en el seu drama de 1804 Guillem Tell: Joan en la fugida va arribar a casa de Guillem Tell on va demanar ajuda, al·legant que s'havia de venjar dels seus enemics com Tell havia fet amb el batlle Albrecht Gessler; Tell va rebutjar la comparació però el va dirigir cap a Itàlia a demanar l'absolució del papa.